# To Live in Discontent
To Live in Discontent is het eerste verzamelalbum van de Amerikaanse punkband Strike Anywhere. Het bevat zeldzame, live opgenomen en niet eerder uitgegeven nummers, inclusief de nummers van de ep Chorus of One.

## Nummers
| Nr. | Titel                         | Origine                                                                      | Duur |
| --- | ----------------------------- | ---------------------------------------------------------------------------- | ---- |
| 1.  | Asleep                        | Fat Club                                                                     | 2:34 |
| 2.  | Antidote                      | Fat Club                                                                     | 3:45 |
| 3.  | Chorus of One                 | Chorus of One                                                                | 2:23 |
| 4.  | Question the Answer           | Chorus of One                                                                | 3:42 |
| 5.  | Incendiary                    | Chorus of One                                                                | 2:25 |
| 6.  | Earthbound                    | Chorus of One                                                                | 1:09 |
| 7.  | Notes On Pulling the Sky Down | Chorus of One                                                                | 3:49 |
| 8.  | Cassandratic Equation         | Chorus of One                                                                | 3:15 |
| 9.  | Two Fuses                     | Exit English opnamesessies                                                   | 3:18 |
| 10. | Sunspotting                   | Demo uit 1999                                                                | 2:51 |
| 11. | Two Sides (live)              | Cover van Gorilla Biscuits uitgevoerd met New Mexican Disaster Squad in 2004 | 2:11 |
| 12. | Values Here                   | Cover van Dag Nasty, Change is a Sound opnamesessies                         | 2:49 |
| 13. | Where Are They Now?           | Cover van Cock Sparrer, opgenomen in 2003 voor dit album                     | 3:21 |